# Museo de los Tajamares
El Museo de los Tajamares es un museo chileno, ubicado en el Parque Balmaceda, en la comuna de Providencia, Santiago, en la ribera sur del Río Mapocho. Se inauguró en 1980, pero está cerrado al público desde 2003. La Municipalidad de Providencia busca desde 2010 reabrir sus puertas, sin embargo el museo continúa cerrado y cubierto por una capa de tierra.

## Historia

### Los tajamares del Mapocho

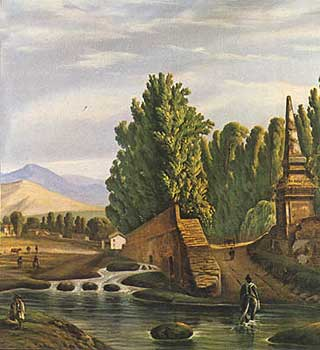
Los tajamares del Mapocho.

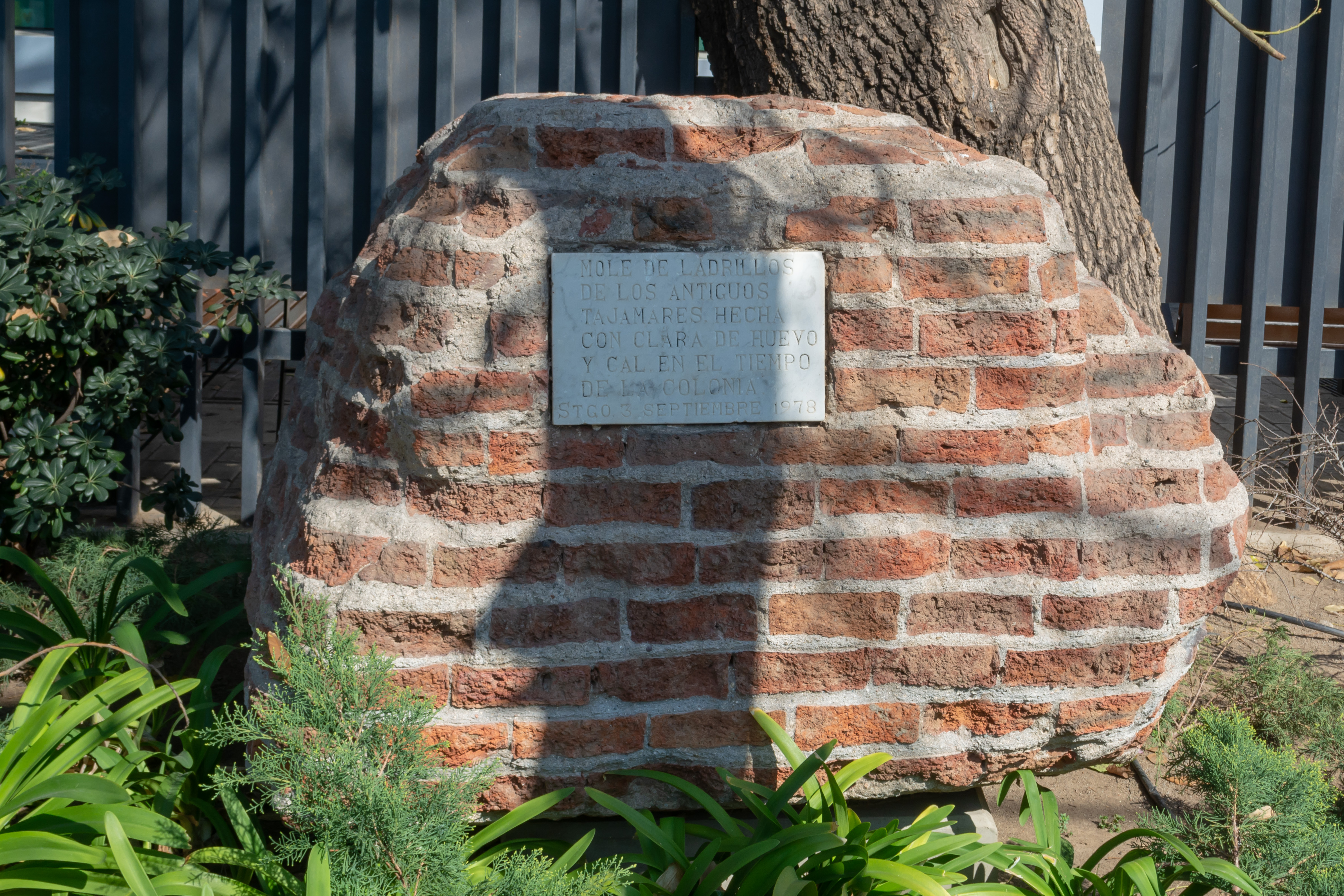
Restos de los tajamares.

El museo Los Tajamares nace de la construcción realizada en la época colonial en 1792, para contener el río Mapocho y defender la ciudad de posibles inundaciones. Los tajamares del Mapocho se extendían desde el Parque Balmaceda hasta el Puente Cal y Canto. Estas defensas fueron ampliadas en 1726 y remodeladas en 1765, bajo la dirección del ingeniero Juan Garland.
En 1783 una gran inundación destruyó los tajamares existentes, por lo que el gobernador Ambrosio de Benavides Medina ordenó a Joaquín Toesca su reparación. Mientras se discutía el presupuesto de la obra, el arquitecto construyó unos tajamares provisorios de madera. Ellos perduraron hasta 1792, en que comenzó la construcción definitiva de los tajamares de Santiago, bajo la dirección de Toesca. Tras la muerte del arquitecto en 1799, Agustín Caballero Moreno se hizo cargo de las obras, siendo reemplazado en 1803 por Ignacio Santa María. Los tajamares fueron terminados en 1808, abarcando un total de 33 cuadras, una obra de gran magnitud para la época.
“En esa infraestructura hubo saberes indígenas en el momento cuando se construyó, en la época colonial, que no han sido reconocidos (…) La hipótesis que nosotros tenemos es que esta obra fue tan grande, que aquí se necesitó mucha mano de obra. Y hubo mano de obra indígena, mestiza y también de presos”, afirma Andrea Ortega miembro del Colegio de Arquitectos y docente de Urbanismo de la Universidad Diego Portales quien junto con dos académicas están realizando una investigación sobre los Tajamares del Río Mapocho

### Construcción del museo
En 1977 durante las excavaciones para extender la Línea 1 del Metro de Santiago, desde Baquedano (estación del Metro de Santiago) hacia la zona oriente de Santiago los obreros encontraron, debajo del Parque Balmaceda, un muro de ladrillos que estaba en buen estado, pese a su antigüedad. Luego, se enteraron de que ese hallazgo correspondía a una parte de los Tajamares del Mapocho. 
Peter Himmel, uno de los arquitectos que estuvo a cargo de ese proyecto de Metro, recuerda que, en vez de retirar esa pieza, se decidió por conservarla y construir ahí un lugar para que los santiaguinos pudieran verla y conocer parte de la historia de su ciudad. La exhibición de los tajamares fue entregada al público el 24 de octubre de 1978, mientras que el Museo de los Tajamares fue inaugurado el 2 de octubre de 1980. Su primera directora fue Rosa Alicia Rubio.

## Intentos de restauración

### Reconstrucción
El año 2003 el museo tuvo que cerrar sus puertas por falta de público y filtraciones de agua. Desde el año 2010 la Municipalidad de Providencia busca reabrir sus puertas, la intención era conservar una sala donde se exhibieran los tajamares y otra sala de exhibiciones artísticas, principalmente con artistas jóvenes y emergentes. Entonces con el fin de preservar ese sector el municipio de Providencia le encargó al arquitecto y urbanista Germán Bannen el diseño de un centro cultural. El proyecto estuvo listo, contemplaba además, una cafetería, un ascensor para personas en situación de discapacidad y una pequeña plaza interna donde habría música en vivo. Se esperaba que estuviese listo a fines del año 2013, pero nuevamente continuó cerrado.
Pese a contar con el proyecto terminado, las obras se tardaron, es a fines del 2014 que debiese haber finalizado la restauración del Museo Los Tajamares, pero el municipio puso término anticipado al contrato con el concesionario y se congelaron las obras. La empresa constructora de Carlos Abell Soffia, quien ganó la licitación, debió cesarlas, porque en medio de la remodelación los obreros se encontraron con el túnel del metro Salvador. Estos exigían el pago por parte de la Municipalidad sin embargo esta cesó el contrato.

### Nuevo proyecto de restauración

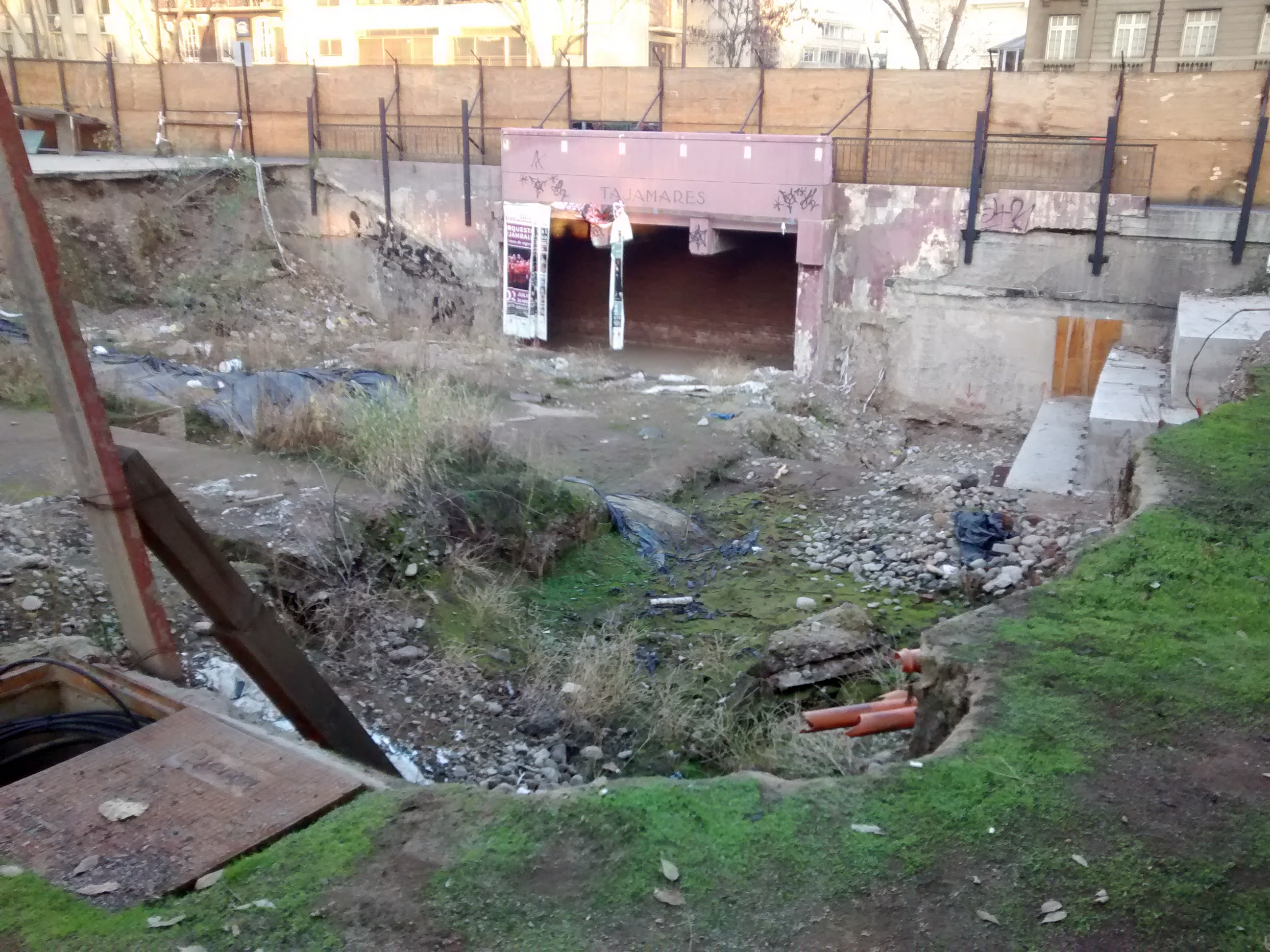
Condición del Museo de Los Tajamares en junio de 2017.

A inicios de 2016, la Municipalidad de Providencia ya planeaba un nuevo proyecto, que consistía en «la remodelación y ampliación de la edificación existente, contemplando la ejecución de un nuevo acceso a nivel del parque, la construcción de una sala de exposiciones y rehabilitación del recinto existente que alberga los vestigios del muro del Tajamar». Los trabajos serían licitados a fines del 2016.
Sin embargo, dicho proyecto se vio paralizado por la inundación del museo, ocurrida el 9 de junio de 2016 debido a la rotura de una matriz del agua potable construida bajo la Avenida Providencia, que provocó una filtración de agua que anegó la totalidad de la construcción.
Luego de las protestas ocurridas en octubre de 2019, el museo fue cubierto de arena completamente, con el fin de protegerlo contra las manifestaciones que se realizan frecuentemente en la zona. Posteriormente, a principios de enero de 2020, la alcaldesa Evelyn Matthei anunció un nuevo proyecto de recuperación del museo, la cual contará con una nueva biblioteca pública y una galería para futuras exposiciones. Sin embargo, el proyecto no se realizará hasta que las protestas finalicen y se apruebe la financiación del proyecto por parte del Banco Interamericano de Desarrollo.